# Stanfield (Karolina Północna)
Stanfield – miasto w Stanach Zjednoczonych, w stanie Karolina Północna, w hrabstwie Stanly.